# Henri Poincaré
 Jules Henri Poincaré  (29 tháng 4 năm 1854 – 17 tháng 6 năm 1912) là một nhà toán học, nhà vật lý lý thuyết, và là một triết gia người Pháp. Ông là một người đa tài và được coi là người có tầm hiểu biết sâu rộng các lĩnh vực khoa học như trong toán học.
Là một nhà toán học và vật lý, ông đã có rất nhiều đóng góp căn bản cho toán học thuần túy, toán học ứng dụng, vật lý toán, và cơ học thiên thể.Ông cũng là người đặt ra bài toán nổi tiếng giả thuyết Poincaré trong toán học. Khi nghiên cứu về bài toán ba vật thể, ông là người đầu tiên khám phá ra Hệ có tính tất định hỗn độn, sau này là cơ sở cho lý thuyết hỗn độn hiện đại (Chaos Theory). Ông được coi là một trong những cha đẻ của tô pô học.
Poincaré đã đưa ra nguyên lý Tương đối hiện đại, và lần đầu tiên ông đã biểu diễn các phép biến đổi Lorentz theo dạng đối xứng hiện đại của chúng. Poincaré đã phát hiện ra các phép biến đổi vận tốc vẫn còn đúng trong phạm vi tương đối tính, và đã gửi điều này trong một lá thư tới Hendrik Lorentz vào năm 1905. Dựa vào điều này, ông đã rút ra được tính bất biến của các phương trình Maxwell trong lý thuyết tương đối đặc biệt - một bước quan trọng trong việc xây dựng lý thuyết này.
Nhóm Poincaré sử dụng trong toán học và vật lý được đặt theo tên của ông.

Poincaré sinh tại Cité Ducale gần Nancy, Meurthe-et-Moselle trong một gia đình có ảnh hưởng (Belliver,1956). Bố ông là Leon Poincaré (1828–1892) là giáo sư về y học tại Đại học Nancy. Người em gái của ông Aline lấy nhà triết học duy tâm Emile Boutroux.Một thành viên nổi tiếng khác trong dòng họ là Raymond Poincaré - là thủ tướng và tổng thống Pháp từ 1913 đến 1920 và là thành viên của Viện Hàn lâm Pháp.

### Giáo dục
Thời thơ ấu ông bị một lần ốm nặng do bệnh bạch hầu và nhận được sự chăm sóc chu đáo của mẹ ông, bà Eugénie Launois (1830–1897).
Vào năm 1862 Henri học tại trường Lycée ở Nancy (bây giờ được đổi tên thành Lycée Henri Poincaré để tưởng niệm ông, thuộc về trường đại học Nancy). Ông học mười một năm tại Lycée và trong suốt thời gian này ông luôn đứng đầu trường trong những môn ông được học. Ông rất giỏi viết văn. Giáo viên toán coi ông như là "quái vật của Toán học" và ông đã giành giải nhất trong cuộc thi học sinh giỏi của nước Pháp. Những môn học kém nhất của ông là âm nhạc và thể dục - ông được đánh giá là trung bình khá (O'Connor et al., 2002). Ông tốt nghiệp trường Lycée năm 1871 với tấm bằng cử nhân văn chương và khoa học.
Ông và bố ông phục vụ trong đơn vị cứu thương trong những năm 1870 khi nổ ra chiến tranh Pháp-Phổ.
Poincaré thi đỗ vào trường đại học bách khoa (École Polytechnique) năm 1873. Tại đây ông học toán dưới sự hướng dẫn của Charles Hermite, tiếp tục phát triển tài năng toán học của mình và viết bài báo đầu tiên (Démonstration nouvelle des propriétés de l'indicatrice d'une surface) vào năm 1874. Ông tốt nghiệp năm 1875 hoặc 1876. Ông nghiên cứu và học tiếp toán học tài trường Mỏ (École des Mines) và tốt nghiệp kỹ sư mỏ vào tháng 3 năm 1879.
Khi học tại trường Mỏ (École des Mines) ông tham gia vào Corps of Mines (Ủy ban về mỏ) với vị trí là thanh tra tại vùng Vesoul miền đông bắc nước Pháp. Vào tháng 8 năm 1879 đã xảy ra một vụ tai nạn tại mỏ Magny làm 18 công nhân mỏ bị chết. Ông đã khảo sát chi tiết các nguyên nhân khách quan và chủ quan.
Cũng tại thời điểm này, Poincaré đang chuẩn bị làm luận án Tiến sĩ về khoa học toán học dưới sự hướng dẫn của Charles Hermite. Luận án của ông trong lĩnh vực phương trình vi phân, dưới tiêu đề Sur les propriétés des fonctions définies par les équations différences (Về các tính chất của các hàm số xác định bằng phương trình vi phân). Poincaré đã đưa ra một hướng mới trong việc nghiên cứu tính chất của các phương trình này. Ông không chỉ đối mặt với vấn đề xác định tính khả tích của các phương trình vi phân, mà còn là người đầu tiên nghiên cứu các tính chất hình học tổng quát của chúng. Ông nhận ra chúng có thể được sử dụng để mô hình hóa tương tác giữa các vật thể chuyển động trong hệ Mặt Trời. Poincaré tốt nghiệp đại học Paris năm 1879.

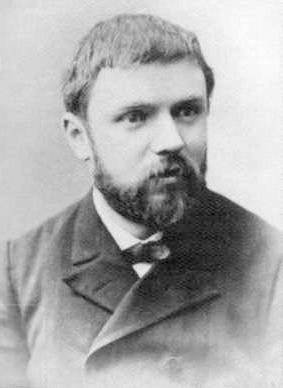
Henri Poincaré thời trẻ

### Sự nghiệp
Sau đó, ông được nhận vào đại học Caen với vị trí là trợ giảng toán học. Nhưng ông cũng không từ bỏ hoàn toàn nghề mỏ. Ông làm kỹ sư tại Bộ dịch vụ công cộng với nhiệm vụ là phát triển tuyến đường sắt miền bắc từ 1881 đến 1885. Sau đó ông trở thành kỹ sư trưởng tại Corps de Mines vào năm 1893 và tổng thanh tra năm 1910.
Đầu năm 1881 cho đến cuối sự nghiệp của mình, ông dạy tại đại học Paris (Paris-Sorbonne).Ban đầu ông được bổ nhiệm làm maître de conférences d'analyse (Trợ lý giáo sư về giải tích (Sageret, 1911).Cuối cùng ông giữ chức trưởng phòng các phòng Vật lý và Cơ học thực nghiệm, Toán lý và lý thuyết xác suất, Thiên văn và Cơ học thiên thể.
Cũng trong năm 1881 Poincaré cưới Poulain d'Andecy. Họ có bốn con: Jeanne (sinh 1887), Yvonne (1889), Henriette (1891) và Léon (1893).
Vào năm 1887, ở tuổi 32, Poincaré được bầu vào Viện Hàn lâm khoa học Pháp (Académie des sciences). Ông trở thành chủ tịch năm 1906 và được bầu vào Viện Hàn lâm Pháp vào năm 1909.
Năm 1887 ông đoạt giải Oscar II, một cuộc thi do vua Thụy Điển tổ chức nhằm tìm lời giải cho bài toán ba vật thể liên quan đến các vật thể chuyển động tự do trên quỹ đạo.(Xem bài toán ba vật thể phía dưới)
Năm 1893 Poincaré tham gia vào viện Bureau des Longitudes (Nha Vĩ độ) với việc đồng bộ hóa thời gian trên toàn thế giới.
Năm 1912 Poincaré phải phẫu thuật tuyến tiền liệt và hậu quả là ông bị chết do tắc mạch máu vào ngày 17 tháng 7 năm 1912 tại Paris, lúc ông 58 tuổi. Ông được chôn cất tại hầm mộ của gia đình ở nghĩa trang Montparnasse, Paris.
Vào năm 2004, Claude Allègre, cựu bộ trưởng giáo dục Pháp, đã đề nghị Poincaré được chôn cất tại điện Panthéon ở Paris, nơi an táng của những người có cống hiến lớn cho nước Pháp.

##### Học trò
Poincaré có hai nghiên cứu sinh tiêu biểu tại đại học Paris là Louis Bachelier (1900) and Dimitrie Pompeiu (1905).

## Công việc nghiên cứu

### Tóm tắt
Poincaré có nhiều đóng góp cho cả Toán học thuần túy lẫn toán học ứng dung như: cơ học thiên thể, cơ học chất lưu,quang học, điện học, điện báo, lực đàn hồi,nhiệt động học, cơ học lượng tử, lý thuyết tương đối và vũ trụ học.
Ông cũng là người viết một số sách phổ biến kiến thức về toán học và vật lý cho công chúng.
Các đóng ghóp chủ yếu của ông trong một số chủ đề:
- Tô pô đại số
- Lý thuyết hàm giải tích của một số biến phức
- Lý thuyết các hàm Abel
- Hình học đại số
- Poincaré đặt ra bài toán nổi tiếng trong toán học: Giả thuyết Poincaré, một bài toán của tô pô học
- Định lý đệ quy Poincaré
- Hình học hyperbol
- Lý thuyết số
- Bài toán ba vật thể
- Lý thuyết phương trình Diophantine
- Lý thuyết điện từ
- Thuyết tương đối đặc biệt
- Trong một bài báo năm 1894, ông đưa ra khái niệm Nhóm cơ sở
- Trong lĩnh vực phương trình vi phân, Poincaré đã đưa ra các khái niệm mặt cấu Poincaré, ánh xạ Poincaré.
- Ông viết một bài báo chứng minh một tham số quan trọng trong cơ học lượng tử.[4][5]

### Bài toán ba vật thể
Vấn đề tìm lời giải tổng quát cho n (n>2)vật thể chuyển động trên quỹ đạo trong hệ mặt trời đã được đặt ra từ thời đại của Isaac Newton. Ban đầu là bài toán đối với ba vật thể, sau đó được tổng quát lên cho n. Lời giải bài toán n - vật thể được xem là rất quan trọng và là thử thách đối với các nhà toán học cuối thế kỷ 19. Vào năm 1887, để kỷ niệm lần sinh nhật thứ 60 của mình, nhà vua Thụy Điển Oscar II cùng với sự trợ giúp của Gösta Mittag-Leffler, đã lập một giải thưởng cho người nào giải được bài toán. Nội dung của lời công bố khá rõ ràng:
"Cho một hệ bất kỳ các khối lượng điểm mà chúng hút nhau tuân theo các định luật Newton, với giả sử không có hai điểm nào va vào nhau, hãy tìm (biểu diễn) các tọa độ của mỗi điểm như là một chuỗi theo một biến (hàm của thời gian) và các chuỗi này hội tụ đều."
Trong trường hợp không giải được, bất kì một đóng ghóp quan trọng cho cơ học cổ điển thì đều được trao giải. Giải thưởng cuối cùng đã trao cho Poincaré, mặc dù ông không hề giải bài toán gốc. Một thành viên xét duyệt, giáo sư Karl Weierstrass nói rằng: "Mặc dù lời giải đưa ra không cung cấp một lời giải đầy đủ cho bài toán, nhưng cho dù thế nào đi chăng nữa sự phát hành của nó sẽ mở đầu cho một kỷ nguyên mới của lịch sử cơ học thiên thể."
(Bản thảo đầu tiên của Poincaré có một số sai sót nghiêm trọng; chi tiết xem bài của Diacu). Bản thảo cuối cùng bao gồm nhiều ý tưởng quan trọng mà dẫn đến lý thuyết hỗn loạn. Bài toán với giả thuyết ban đầu của nó cuối cùng được Karl F. Sundman giải với n = 3 vào năm 1912, và trường hợp tổng quát được Qiudong Wang giải vào năm 1991.

### Nghiên cứu về thuyết tương đối

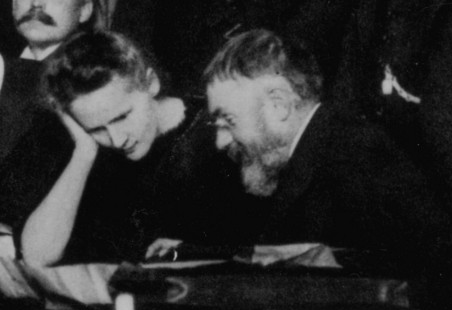
Marie Curie và Poincaré trao đổi tại hội nghị Solvay 1911

#### Thời gian địa phương
Công việc của Poincaré tại Bureau des Longitudes về việc xác định các vùng thời gian quốc tế đã dẫn ông đến xem xét việc bằng cách nào mà các đồng hồ được đặt trên mặt đất và đồng hồ trong không gian tuyệt đối di chuyển với các vận tốc tương đối khác nhau được đồng bộ hóa với nhau. Cũng trong thời gian này, nhà vật lý lý thuyết Hendrik Lorentz đang phát triển lý thuyết của Maxwell vào chuyển động của các hạt tích điện(electron hoặc ion), và tương tác của chúng cùng với sự phát xạ. Năm 1895 Lorentz đã đưa ra một đại lượng phụ (mà không có sự giải thích vật lý một cách rõ ràng) gọi là "thời gian địa phương " (hoặc còn gọi là thời gian cục bộ) {\displaystyle t^{\prime }=t-vx^{\prime }/c^{2}}, với {\displaystyle x^{\prime }=x-vt} và đưa ra giả thuyết "sự co độ dài" để giải thích sự thất bại của các thí nghiệm quang học và điện từ để xác định chuyển động tương đối với Ê-te. Xem Thí nghiệm Michelson-Morley.
Poincaré là một người diễn giải kiên định(thỉnh thoảng là người bạn phê bình) đối với lý thuyết của Lorentz. Với vai trò là nhà triết học, ông cũng thích thú khi tìm "hiểu ý nghĩa sâu xa" của lý thuyết này. Ông đã đi đến các bản chất của lý thuyết Lorentz và bây giờ được coi như là một phần của thuyết Tương đối đặc biệt. Trong bài viết 'Đo thời gian' (1898): "Một chút suy nghĩ cũng đủ để hiểu rằng tất cả những khẳng định này tự chúng không có ý nghĩa. Chúng chỉ có ý nghĩa khi là kết quả của sự quy ước." Ông cũng cho rằng, các nhà khoa học phải đặt vận tốc ánh sáng là một hằng số như là một tiên đề để các lý thuyết vật lý có dạng đơn giản nhất. Dựa trên những điều giả sử này, ông đã thảo luận(1900) về phát minh của Lorentz về thời gian cục bộ và chú ý đến nó xuất hiện trong trường hợp các đồng hồ chuyển động được đồng bộ hóa bằng cách trao đổi tín hiệu ánh sáng được giả sử truyền đi với cùng vận tốc theo cùng các hướng trong một khung di động.

#### Nguyên lý tương đối và các phép biến đổi Lorentz
Ông nói đến "Nguyên lý của chuyển động tương đối" vào năm 1900
và đặt tên nó là "Nguyên lý tương đối" vào năm 1904, theo đó không có một thí nghiệm vật lý nào có thể phân biệt được giữa trạng thái của chuyển động đều và trạng thái nghỉ.
Năm 1905 Poincaré gửi một lá thư cho Lorentz về bài báo của Lorentz năm 1904, mà Poincaré đã miêu tả bài báo có một ý nghĩa tối quan trọng. Trong lá thư này, ông đã chỉ ra một lỗi của Lorentz khi ông áp dụng các phép biến đổi của ông cho các phương trình Maxwell đối với các hạt tích điện, ngoài ra cũng đề cập tới hệ số giãn thời gian của Lorentz.
Trong một lá thư thứ hai, Poincaré đưa ra lý do vì sao hệ số giãn thời gian quả thực là đúng: Sự cần thiết để dạng các phép biến đổi tạo thành một nhóm và đặt cho nó cái tên như bây giờ được biết đến là định luật cộng vận tốc tương đối tính.
Poincaré đã đọc một báo cáo tại cuộc họp của viện Hàn lâm khoa học tại Paris vào ngày 5 tháng 6 năm 1905 mà cũng có những vấn đề trên. Trong bản in của bài báo cáo ông viết :
| “ | Về cơ bản, theo như Lorentz, các phương trình của trường điện từ không bị thay đổi bởi phép biến đổi(mà tôi gọi theo tên của Lorentz) có dạng: {\displaystyle x^{\prime }=k\ell \left(x+\varepsilon t\right)\!,\;t^{\prime }=k\ell \left(t+\varepsilon x\right)\!,\;y^{\prime }=\ell y,\;z^{\prime }=\ell z,\;k=1/{\sqrt {1-\varepsilon ^{2}}}.} | ” |

và chỉ ra rằng một hàm bất kỳ {\displaystyle \ell \left(\varepsilon \right)} phải bằng đơn vị đối với mọi {\displaystyle \varepsilon } (Lorentz đã đặt {\displaystyle \ell =1} bởi một tham số khác) để làm cho dạng các phép biến đổi trở thành một nhóm. Trong một bài báo mở rộng xuất hiện năm 1906 Poincaré đã chỉ ra rằng {\displaystyle x^{2}+y^{2}+z^{2}-c^{2}t^{2}} là một bất biến. Ông cũng chú ý rằng các phép biến đổi Lorentz chỉ là một phép quay trong không gian bốn chiều quanh gốc bằng cách đưa ra {\displaystyle ct{\sqrt {-1}}} như là một tọa độ tưởng tượng thứ tư, và ban đầu ông sử dụng như là dạng 4-vector. 
Những nỗ lực của Poincaré về thiết lập cơ học trong không gian bốn chiều đã bị ông từ bỏ vào năm 1907, bởi vì ý kiến của ông về vật lý chuyển sang ngôn ngữ của hình học bốn chiều cần quá nhiều lỗ lực cho những lợi ích thu được bị hạn chế. Hermann Minkowski đã tiếp tục con đường này vào năm 1907.

#### Quan hệ khối lượng - năng lượng
Vào năm 1900, Poincaré đã khám phá ra mối quan hệ giữa khối lượng và năng lượng điện từ. Trong khi nghiên cứu sự mâu thuẫn giữa các định luật Newton và lý thuyết của Lorentz, ông đã cố xác định liệu khi trường điện từ được kể đến thì khối tâm có vẫn di chuyển với vận tốc đều hay không. Ông nhận thấy định luật tác dụng/phản tác dụng không chỉ đúng đối với vật chất, mà trường điện từ cũng có động lượng của nó. Poincaré kết luận rằng năng lượng trường điện từ của sóng điện từ cư xử giống như một chất lỏng lý tưởng với mật độ E/c2. Nếu center of mass frame được xác định bởi cả khối lượng vật chất và khối lượng của chất lỏng lý tưởng, và nếu chất lỏng lý tưởng không bị phá hủy, thì chuyển động của center of mass frame là đều. Vì năng lượng điện từ có thể biến đổi thành các dạng khác, do vậy Poincaré đã giả sử rằng tồn tại một chất lỏng không chứa năng lượng điện tại mỗi điểm của không gian, và tại đó năng lượng điện từ có thể biến đổi và mang một khối lượng tỷ lệ với năng lượng đó. Theo cách này chuyển động của khối tâm vẫn là đều.
Tuy nhiên, cách giải thích của Poincaré dẫn đến một nghịch lý khi thay đổi hệ tọa độ: nếu một máy dao động kiểu Hertz phát xạ theo hướng xác định, nó sẽ bị giật ngược trở lại do quán tính của chất lỏng lý tưởng. Poincaré thực hiện một phép biến đổi Lorentz(đối với v/c) đối với hệ tọa độ di chuyển so với gốc. Ông nhận thấy rằng định luật bảo toàn năng lượng thỏa mãn trong cả hai hệ, nhưng định luật bảo toàn động lượng bị vi phạm. Điều này dẫn đến chuyển động vĩnh cửu, cái không thể xảy ra. Các định luật của tự nhiên là khác nhau trong các hệ quy chiếu, và nguyên lý tương đối không còn đúng nữa. Từ đó ông nhận xét trong trường hợp này có một cơ chế khác bù trừ trong cơ chế ether.
Ý tưởng của Albert Einstein về sự tương đương khối lượng-năng lượng (1905) rằng một vật thể mất năng lượng khi phát xạ hoặc truyền nhiệt cũng bị mất một khối lượng tỷ lệ với năng lượng đó m = E/c2 đã giải thích  nghịch lý Poincaré mà không cần cơ chế bù trừ của ether. Máy dao động Hertz mất khối lượng trong quá trình phát xạ, và động lượng được bảo toàn trong mọi hệ quy chiếu. Tuy nhiên, đề cập đến cách giải quyết vấn đề tâm hấp dẫn của Poincaré, Einstein cho rằng công thức của Poincaré và của ông từ năm 1906 là tương đương về mặt toán học.

#### Poincaré và Einstein
Bài báo đầu tiên của Einstein về thuyết tương đối được xuất bản ba tháng sau bài báo ngắn của Poincaré, nhưng trước phiên bản dài của Poincaré. Nó dựa vào nguyên lý tương đối để dẫn ra các phép biến đổi Lorentz và sử dụng thủ tục đồng bộ hóa thời gian mà trước đây Poincaré (1900) đã miêu tả, nhưng có một điểm nổi bật là nó không chứa một hệ quy chiếu nào. Poincaré chưa bao giờ công nhận nghiên cứu của Einstein về thuyết tương đối đặc biệt. Einstein đã tỏ lòng biết ơn Poincaré trong một bài giảng năm 1921 Geometrie und Erfahrung (Hình học và kinh nghiệm) trong sự liên hệ với hình học phi Euclid, nhưng không phải với thuyết tương đối đặc biệt. Một vài năm trước khi mất Einstein đã coi Poincaré như là một trong những người tiên phong trong thuyết tương đối, và nói rằng "Lorentz đã được công nhận do phép biến đổi mang tên ông sau những phân tích cơ bản của ông về các phương trình Maxwell, và Poincaré còn tiếp tục đi xa với những ý tưởng sâu sắc..."

## Tính cách
Sở thích làm việc của Poincaré đã từng được so sánh là một chú ong bay từ bông hoa này đến bông hoa khác. Poincaré rất thích theo lối suy nghĩ của riêng ông; ông đã nghiên cứu những suy nghĩ của ông và đưa ra những nhận định trong một buổi nói chuyện năm 1908 tại Viện tâm lý học trung ương ở Paris. Trong đó ông liên hệ giữa cách ông suy nghĩ với những khám phá do ông tìm ra.
Nhà toán học Darboux nhận xét ông là típ người thuộc về "trực giác", bởi vì người ta thường thấy ông làm việc với sự hình dung những đối tượng trong nghiên cứu của ông. Ông không quan tâm đến sự phức tạp và sự phi logic. Ông tin rằng không phải là con đường đẻ phát minh nhưng là một cách để tạo nên những ý tưởng và logic hạn chế ý tưởng.
Poincaré cũng hay đãng trí. Một lần ông mời một người bạn đến ăn trưa cùng ông, khi ông này đến thì thấy Poincaré đang đi lại trong phòng làm việc và chìm đắm trong suy nghĩ của mình. Biết bạn hay đãng trí lên ông không gọi mà ngồi ngoài hành lang chờ. Sau khoảng một lúc bỗng nhiên Poincaré từ trong phòng nói to ra: "Thưa ngài, ngài đang làm phiền tôi đấy!"